# WaveMaker
El framework WaveMaker (anteriormente ActiveGrid) es un software de código abierto que permite crear aplicaciones AJAX. La biblioteca integra ACEGI, Dojo 1.0, autenticación, LDAP, ActiveDirectory y POJOs, y sus productos incluyen Visual Ajax Studio 4.0 para el desarrollo de aplicaciones RIA y WaveMaker Rapid Deployment Server para aplicaciones Java.
WaveMaker está licenciado bajo la licencia Apache 2.0.
Las aplicaciones se crean con WaveMaker Studio, un editor WYSIWYG que se ejecuta en un navegador web y permite el arrastrado y soltado siguiendo el modelo MVC. WaveMaker Studio está basado en TurnoAjax Studio y es desarrollado por Scott Miles y Steve Orvell.
Las aplicaciones se ejecutan en un servidor estándar de Java basado en Apache Tomcat, Dojo Toolkit, Spring e Hibernate. Actualmente está soportado para Microsoft Windows, Linux y Macintosh.
WaveMaker fue adquirido por VMware en marzo de 2011 pero tras dos años la empresa dejó de dar soporte al proyecto en marzo de 2013. En mayo de 2013 la empresa Pramati Technologies adquirió los activos en Wavemaker de VMWare.

## Características
- Arrastrar y soltar.
- Editor WYSIWYG ejecutado en un navegador web.
- Los desarrolladores pueden ver la vida de los datos de la aplicación dentro del LiveLayout.
- Despliegue simplificado en Tomcat, Websphere, WebLogic y JBoss.
- Esquema de datos para editar, actualizar y borrar.
- Mashup Tool para crear aplicaciones basadas en servicios web SOAP, REST y RSS, servicios Java y bases de datos.
- Aprovechamiento de CSS, HTML y Java.
- Desplegar un archivo.war de Java.